# Liste der ghanaischen Botschafter in Osttimor

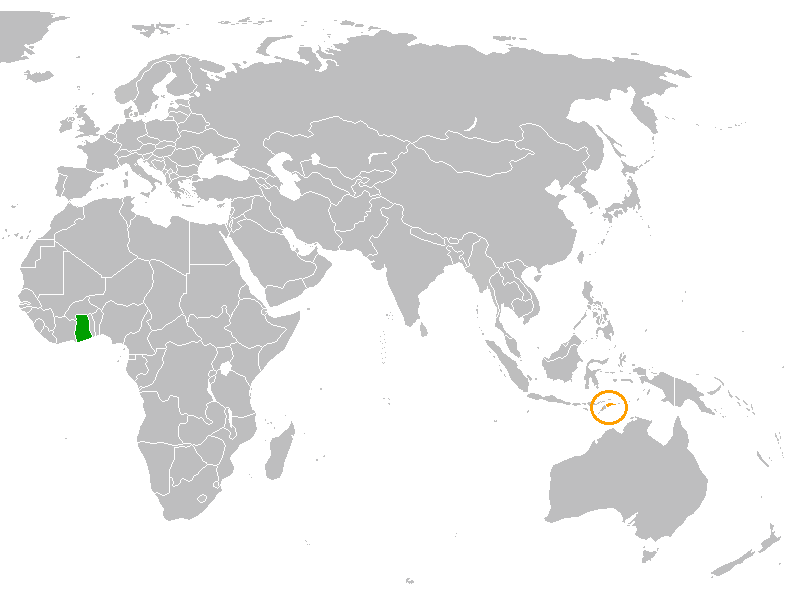
Ghana (grün) und Osttimor (orange)

Diese Liste führt die ghanaischen Botschafter in Osttimor auf. Der Botschafter hat seinen Sitz in der ghanaischen Hochkommission in Kuala Lumpur (Malaysia).

## Hintergrund
Ghana beteiligte sich mit Personal an der Unterstützungsmission der Vereinten Nationen in Osttimor (UNMISET).

## Liste der Botschafter
| Amtszeit           | Name                   | Anmerkungen                                  |       |
| Ghana              | Ghana                  | Ghana                                        | Ghana |
| ------------------ | ---------------------- | -------------------------------------------- | ----- |
|                    | ?                      |                                              |       |
| 2014 (2016) – 2017 | Benjamin Clement Eghan | Akkreditierung: 15. Juni 2016                |       |
| 2019–2022          | Akua Senkyiwa Ahenkora | Akkreditierung: 28. Februar 2019             |       |
| seit 2024          | Florence Buerki Akonor | Ernennung: 2022 Akkreditierung: 28. Mai 2024 |       |